# Хаазе, Эрика
Эрика Хаазе (нем. Erika Haase; 23 марта 1935, Дармштадт — 1 мая 2013, Франкфурт-на-Майне) — немецкая пианистка и клавесинистка.
Дочь скрипача. Училась у Ханса Лейграфа, Конрада Хансена и Эдуарда Штойермана. На протяжении многих лет преподавала в Ганноверской высшей школе музыки, среди её учеников Андреас Штайер и Инго Метцмахер.
Наиболее известна многолетней (с 1950-х гг.) дружбой и сотрудничеством с Дьёрдем Лигети; записала все его произведения для фортепиано и клавесина. Кроме того, вообще была специалистом по исполнению этюдов.
В 1959 году удостоена Кранихштайнской музыкальной премии.